# Una Platts
Una Platts (* 1908 in Wellington; † 6. Juli 2005 in Takapuna) war eine neuseeländische Kunsthistorikerin und -kuratorin.

## Leben
Una Platts wurde 1908 in Wellington als Tochter einer auf der Südinsel alt eingesessenen Siedlerfamilie geboren und wuchs in Auckland auf. Dort besuchte sie zunächst die kirchliche Diocesan School for Girls und dann von 1926 bis 1927 das Auckland University College mit dem Ziel, Lehrerin zu werden. Zunächst nahm sie eine Stelle auf dem Land an, ehe sie nach Auckland zurückkehrte und für mehrere Jahre an einer Schule arbeitete. Anfang der 1950er Jahre begann sie eine lange und fruchtbare Zusammenarbeit mit der Auckland Art Gallery. Als erste Kunsthistorikerin begann sie im Auftrag der Galerie zu Künstlerinnen und Künstlern des Neuseelands der Kolonialzeit zu recherchieren, wodurch zahlreiche längst vergessene Künstler wiederentdeckt werden konnten. Ein besonderes Augenmerk legte Platts dabei auf das Leben und Werk von Künstlerinnen. Durch diese Arbeit entstanden in den 1950ern vier von Platts kuratierte Ausstellungen der Auckland Art Gallery: zu den Brüdern und Malern Frank und Walter Wright (1954/1955), zur kolonialen neuseeländischen Porträtmalerei (Early Identities, 1955/1956), zum Maler J. C. Hoyte (1957) und – am meisten beachtet – zum kolonialen Auckland (1958). Viele Jahre arbeitete sie auch darüber hinaus mit anderen Kuratoren wie Colin McCahon zusammen.
Die beiden Hauptthemen dieser Ausstellungen – das koloniale Auckland einerseits und vergessene neuseeländische Künstler andererseits – beschäftigten Platts auch über die 1950er Jahre hinaus. In den Jahren 1967 / 1968 gab sie in Auckland zur Stadtgeschichte in der Kolonialzeit mehrere Vorlesungen, woraus ein ganzes Buch entstand, das 1971 unter dem Titel The Lively Capital erschien. In einer Rezension im New Zealand Journal of History beschrieb Russell Stone das Buch als facettenreiches Porträt der Hauptstadtjahre Aucklands, das extensiv aus diversen Quellen zitiere und einen narrativen Stil pflege. Zwar lasse Platts die Perspektive der Unterschicht außer Acht und konzentriere sich vor allem auf die privilegierten Klassen, doch das Buch überzeuge durch Platts’ detaillierte und korrekte Recherchearbeit. Im Jahr 1979 folgte aus Platts’ Feder mit Nineteenth Century New Zealand Artists ein großes biografisches Nachschlagewerk zu frühen neuseeländischen Künstlerinnen und Künstlern, das auf ihren Recherchen der vergangenen Jahrzehnte aufbaute. Das Buch ist ein Standardwerk für frühe neuseeländische Künstler und wird häufig zitiert; der Kunsthistoriker Roger Blackley bezeichnete es 1990 als „unverzichtbar“.
Platts selbst war ebenfalls als Malerin tätig und beschäftigte sich vor allem mit der Porträtmalerei, in der sie in den 1970ern einige Jahre lang in den Vereinigten Staaten Unterricht nahm. Ihren Lebensabend verbrachte sie in einem selbst entworfenen Haus im Aucklander Vorort Takapuna, wo sie von Freunden gepflegt wurde. Dort starb sie 2005 im Alter von 97 Jahren. In einem Nachruf für den New Zealand Herald resümierte der Historiker John Stacpoole: „Una Platts [...] hinterließ ein Vermächtnis an Forschung über frühe koloniale Künstler und ein bekanntes Buch [...] über das frühe Auckland.“ Mit ihrem Lebenswerk gehört sie zu den ersten Kunsthistorikern Neuseelands.

## Veröffentlichungen
Monografien
- The Lively Capital: Auckland 1840–1865. Avon Fine Prints, Christchurch 1971. ISBN 90-70095-79-3.
- Nineteenth Century New Zealand Artists: A Guide & Handbook. Avon Fine Prints, Christchurch 1979 (Digitalisat).

Ausstellungskataloge
- Frank and Walter Wright: An Exhibition Held at the Auckland Art Gallery. Auckland City Art Gallery, Auckland 1954 (Digitalisat).
- Early Identities: An Exhibition of Portraits Held at the Auckland City Art Gallery, December 19th to January 20th, 1955–56. Pelorus Press, Auckland 1955.
- J.C. Hoyte. Auckland City Art Gallery, Auckland 1957 (Digitalisat).
- Colonial Auckland: A Collection of Paintings, Drawings, and Prints by Early Artists. Auckland City Art Gallery, Auckland 1959 (Digitalisat).